# Svend Foyn
Svend Foyn, né le 9 juillet 1809 à Tønsberg et mort le 30 novembre 1894 à Nøtterøy, est un Norvégien qui instigua la chasse industrielle de la baleine.

## Biographie
Inventeur du canon harponneur, en 1864, il embarque sur le premier baleinier à vapeur, le Spes et Fides (Espoir et Foi), avec sept canons-harpons de sa propre création. En 1892, devenu armateur, il envoie le navire Antarctic dans la mer de Ross. Dirigé par le capitaine Leonard Kristensen, ce navire découvre, après avoir débarqué au cap Adare que la banquise est franchissable.
L'île de Foynøya au Svalbard est nommé en sa mémoire. Une des îles Possession en Antarctique est aussi à son nom.